# دخله المسالمة (إب)
دخلة المسالمة هي إحدى قرى الجمهورية اليمنية. تتبع جغرافيا لمحافظة إب وإداريًا لمديرية يريم. يبلغ تعداد سكانها 1855 نسمة حسب الإحصاء الذي أجري عام 2004.